# Рашево (Шековићи)
Рашево је насељено мјесто у општини Шековићи, Република Српска, БиХ. Према попису становништва из 2013. године, у насељу је живјело свега 33 становника.

## Становништво
| Демографија | Демографија | Демографија |
| Година      | Становника  | Становника  |
| ----------- | ----------- | ----------- |
| 1971.       | 131         |             |
| 1981.       | 119         |             |
| 1991.       | 96          |             |
| 2013.       | 33          |             |